# Georg Englmayr
Georg Englmayr (* 20. März 1791 in Leombach; † 11. September 1868 ebenda) war ein österreichischer Landwirt und Politiker.

## Leben
Englmayr, der katholischer Konfession war, besuchte zwischen 1797 und 1804 die Dorfschule in Sipbachzell und Kirchberg. Er lebte von 1804 bis 1868 als Landwirt und Hausbesitzer in Leombach.
Vom 18. Mai 1848 bis zum 30. April 1849 war er für den Wahlkreis 8. Österreich ob der Enns und Salzburg (Enns) Abgeordneter der Frankfurter Nationalversammlung. Im Parlament blieb er fraktionslos und stimmte überwiegend mit dem Rechten Zentrum. Er gehörte zu den Abgeordneten, die gegen die Wahl Friedrich Wilhelms IV. zum Kaiser der Deutschen stimmten.